# Taminskas
Taminskas ist ein litauischer männlicher Familienname.

## Weibliche Formen
- Taminskė (neutral)
- Taminskaitė (ledig)
- Taminskienė (verheiratet)

## Namensträger
- Algirdas Taminskas (* 1962), Richter und Professor
- Juras Taminskas (* 1986), Jurist und Politiker,  Verkehrsminister